# あそびじゃないの
『あそびじゃないの』は、作：宮岡寛、画：岡崎つぐおによる日本の漫画。1990年代前半のゲーム業界を題材とした作品で、『週刊ファミコン通信』（現在の『週刊ファミ通』）に1992年4月17日号から1994年12月30日号まで連載されていた。単行本は全4巻だが、最終回までの数回は単行本未収録となっている。

## あらすじ
主人公、茶畑雄作らが在籍するアマゾンプロダクツは、城東ゲームからの下請けとしてトロルクエストなどのゲーム開発を行っていた。その後、初めての自社によるゲーム制作が動き出し、茶畑、大河内、鮫島ら企画部員による試行錯誤の企画作りが行われていく。

## 登場人物
茶畑雄作
本編の主人公。作品初期はアマゾンプロダクツのアルバイトであったが、後に企画部の正社員として採用される。アマゾンプロダクツによる自社企画のRPG「ドラゴン・ドライブ」を企画した。アルバイト時代は夜間にハンバーガー店でも働いていた。当初は社長の天野在美に好意を持っていたが、次第に大河内桃子へ想いを寄せるようになる。
大河内桃子
茶畑に淡い想いを寄せるアマゾンプロダクツの社員。企画部設立の際には部長に抜擢される。自社企画のために筆川の力を借りようとして東奔西走する。
鮫島礼二
政財界のドンである財満総一郎の懐刀。通称「人喰い鮫」と呼ばれる影の重役。財満総一郎の特命でゲームを作ることになり、素性を隠してアマゾンプロダクツにアルバイトで入社。ゲームに関してはまったくの素人であるが相当な切れ者であり、茶畑らに教えを請いゲーム制作に関するノウハウを吸収していく。後に正社員になり本格的にゲーム制作に関わっていく。
こわもての顔であり、本人曰く左目の上に傷があるためヤクザ者と間違えられるらしい。裏の顔である政財界では、誰にもできないと言われた地上げを成し遂げたこともあり、毒沼からは「資本主義という名の魔界を疾走するカオスヒーロー」とも評される。
天野在美
女性中心の会社アマゾンプロダクツの社長。以前勤めていた大手ゲーム会社重役でオーナーの息子からは、企画を見ることを口実にして会うたびに結婚を迫られるセクハラを受けていた。そういった経緯もあり男性コンプレックスに陥り、社員が女性だけの会社のアマゾンプロダクツを立ち上げた。
アルバイトとして特例で入社した、男である茶畑や鮫島と関わっていく内にそういったコンプレックスも徐々に回復しつつある。
名前の読みは「ありみ」であるが、鮫島の面接の際には「ぞんび」と読み間違えられた。具体的な年齢の描写は無いが、タクシー運転手から24歳ぐらいに見えると言われてにんまりとするシーンがあり、少なくとも24歳は超えている年齢設定だと思われる。
水見龍一
22歳にして株式会社の社長であり、自他ともに認める天才ゲームデザイナーである。東京芸術大学の学生でもある。父親は画家、母親は女流物理学者であり航空宇宙関係で物理をやっていた。大学の友人である筆川には「スジ金入りで女グセが悪い」と思われている。大河内桃子に筆川を紹介した。
白馬源
通称ゲーセンの源さん。ホームレス風の容貌だが何故かゲームには異常に詳しい。茶畑には色々とアドバイスをしてくれる。その素性は終盤で明かされる。
財満総一郎
財満コンツェルンの会長。無類のゲーム好きであり、鮫島にゲーム作成を命じた張本人。クソゲーに激怒した際に心臓発作を起こして入院した。
香川優子
天野とともにアマゾンプロダクツを立ち上げた女性。さばさばした男勝りな性格をしており、鮫島から食事に誘われた際には「女らしいタイプはどうも苦手（だから天野ではなく香川を誘った）」と言われた。後に茶畑の提出のアマゾンプロダクツの自社企画「ドラゴン・ドライブ」のプログラマーに抜擢され、後輩の茶畑や鮫島らをサポートする。
漆原笙子
反財満会長派である綿貫専務のもとで鮫島の行動を監視している女性。昔は鮫島や毒島と組んで危ない仕事をしてきた。後にアマゾンプロダクツに所属する鮫島へ対し、当てこすりとも言える様々な妨害工作を仕掛けたために鮫島とは敵対関係になる。
綿貫
財満コンツェルンの専務。財満会長が病に倒れたのを契機に、会社を乗っ取ろうと計画し暗躍。
筆川太
水見の大学時代の友人で絵画の才能に優れる。コンピュータによる絵画に興味を持ち、アマゾンプロダクツの企画を手伝うことになる。しかし、本人は社員になることは希望せずフリーで働くことを望んだ。
万堂なつほ
今をときめくアイドル。水見と交際していたが破局した。その後は茶畑に急接近した。
白石
城東ゲームの「トロルクエスト」担当。アマゾンプロダクツの女性社員からは「ヤラ石」（やらしい白石）と影で呼ばれ嫌われているが、鮫島には「意外と仕事のできる人間」と思われている。
灰田ルミ
アマゾンプロダクツの女性社員。「トロルクエストII」のチーフプログラマーであり、前作でも事実上は中心となってプログラムを担当した。
宮尾ガバチョ
モヒカン頭の男。「トロルクエストII」のシナリオを担当する有名ゲームデザイナー。昔、『週刊少年ブブカ』でファミコンのページをやっていた。

## 本作品中のゲーム（企画を含む）
トロルクエスト
城東ゲーム企画、アマゾンプロダクツ開発のRPG。サブタイトルは「洞窟の花嫁」。
開発終盤において、途中で敵が強すぎるため進むことも戻ることもできなくなるハマりが見つかり、白石の判断により敵を弱くするバランス調整が行われた。
初心会において、水見の会社の者から「トロクエというわりにはあまり上等なプログラムではない。カッパ巻きほどひどくもないからサバというところか」と酷評された。
メタル・ウィザード
水見龍一が手がけたゲーム。ミリオンセラーとなったが、水見曰く「ハードウェアの能力と自分のプログラム技術を実地検証した際の副産物にすぎない」とのこと。茶畑は本作を本人の前で面白かったと絶賛した。
ハウス・オブ・ミューズ
天野存美が以前勤めていた会社で作成した企画。名画の中から描かれた人物だけが消え、その人物を探しに行くという内容。売れセンではないという判断により企画は通らなかった。企画を見た重役は、天野と会う口実を作るためだけに企画を見ており、実際に売れセンであるかどうかは問題ではなかった。
その後、アマゾンプロダクツによる自社コンペの企画の参考として社員らに読ませたところ大河内に絶賛された。後述の『ドラゴン・ドライブ』を自社企画としての採用を検討する流れの中、大河内は最後までこの企画にこだわる。そして、そのこだわりが筆川との出会いのきっかけとなっていく。
ちなみに連載終盤の1994年辺りに入ると、ゲーム業界も3DOを始め各社が一斉に次世代機へシフトしていく時代に入り、こういった従来には無いようなインタラクティブなゲームの企画も珍しいものではなくなっていく。
赤頭巾クエスト
鮫島礼二によって提出されたアマゾンプロダクツの自社コンペ用の企画。天野は一見して「こんなもの売れるわけがない」と評すが、鮫島のプロのノウハウに裏付けされたマーケティングを含めた的確な意見に、逆に天野の方が圧倒され困惑させられてしまう。この企画自体は不採用となったが、茶畑からは「こういう切り口もあったのか」と好意的に評価された。
ドラゴン・ドライブ
茶畑雄作によって提出されたアマゾンプロダクツの自社コンペ用の企画で、この自社コンペでアマゾンプロダクツが最終的に採用した企画。ドラゴンが重要な役割を果たす内容のRPGで、茶畑は天野に企画を説明する時には目を輝かせ力説した。
ビューティフルファイターIIダッシュ
アマゾンプロダクツの自社コンペで女子社員が提出した企画の中の1つ。これを見た天野は、簡単に流行り物を模倣するという安直さに落胆し、茶畑の企画を見た後に「やっぱりゲームって男の子の遊びなのかしら・・・」とつぶやく。ちなみに本作の連載時の当時のゲーム市場は、カプコン社の『ストリートファイターII'』が大ヒット中であり、対戦格闘ゲームが一大ブームを巻き起こしていた。
トロルクエストII
城東ゲームの企画。灰田ルミをチーフプログラマーとして開発が進められる。シナリオを宮尾ガバチョが担当する。自社コンペ企画の茶畑の『ドラゴン・ドライブ』と平行して、アマゾンプロダクツ初の2チーム体制での制作となる。

## 本作品に登場する実在のゲーム
- 聖竜伝説モンビット（ハドソン）

茶畑の提出した企画「ドラゴン・ドライブ」の竜を育てるというメイン設定が、同じRPGであるこのゲームで既に使われてると香川に指摘される。
- ドラゴンクエストV 天空の花嫁（エニックス）

本作の連載中に発売された大ヒット作であり、作中のアマゾンプロダクツ社内で同作をプレイするシーンがある。茶畑はこのゲームは多くの人がパートーナーにビアンカを選んでプレイするだろうと考察、自分はあえてフローラを選びこのルートではどういう展開に作ってあるのかを知りたいと言いプレイしていた。